# Centro PC portatile Windows
Il Centro PC portatile Windows è un componente di Microsoft Windows, introdotto in Windows Vista, che centralizza le informazioni e le impostazioni più rilevanti per il mobile computing.

## Storia
Un centro di mobilità che mostrava le impostazioni dei dispositivi mobili venne mostrato per la prima volta durante la conferenza di ingegneria hardware di Windows del 2004. Si basava sul design dell'interfaccia utente di Activity Center che aveva origine dal progetto "Neptune" di Windows abbandonato ed era previsto per essere incluso in Windows Vista, allora noto con il nome in codice Longhorn.

## Panoramica
L'interfaccia utente di Windows Mobility Center è composta da riquadri quadrati che contengono ciascuno informazioni e impostazioni relative a un componente, quali impostazioni audio, durata della batteria e schemi di alimentazione, luminosità del display, potenza e stato della rete wireless. I riquadri visualizzati nell'interfaccia dipendono dall'hardware del sistema e dai driver di dispositivo.
Windows Mobility Center si trova nel pannello di controllo di Windows e può essere avviato anche premendo i tasti ⊞ Win+X in Windows Vista e 7. Per impostazione predefinita, WMC è inaccessibile sui computer desktop, ma questa limitazione può essere ignorata se si modifica il Registro di Windows.
Windows Mobility Center è estensibile; I produttori di apparecchiature originali possono personalizzare l'interfaccia con tessere aggiuntive e marchio aziendale. Sebbene non sia supportato da Microsoft, è possibile che i singoli sviluppatori creino anche riquadri per l'interfaccia.